# Thorsden Schlößner
Thorsden Schlößner (* 31. Januar 1962  in Düren) ist ein deutscher Kunst- und Antiquitätenhändler, Auktionator und Sachverständiger.

## Leben
Schlößner ist gelernter Einzelhandelskaufmann und Tischlermeister. Seit etwa 1994 ist er im Kunst- und Antiquitätenhandel tätig, wozu er ein Ladenlokal in Kreuzau bei Düren betreibt.
Seit Februar 2019 tritt Schlößner im „Händlerraum“ der ZDF-Sendung Bares für Rares auf.